# Železniční trať Ejpovice–Radnice
Železniční trať Ejpovice–Radnice (v jízdním řádu pro cestující označená číslem 176) je jednokolejná regionální dráha v Plzeňském kraji. Její úsek Ejpovice – Chrást u Plzně je součástí celostátní dráhy, protože až do 16. 11. 2018 byl součástí hlavní železniční trati Praha–Plzeň. Provoz na úseku Ejpovice – Chrást u Plzně (– Plzeň) byl zahájen roku 1862, na úseku do Stupna byl zahájen v roce 1863, do Radnic v roce 1893. Trať Praha–Plzeň vybudovala společnost Česká západní dráha, odbočka z Chrástu do Stupna byla vybudována záhy kvůli těžbě uhlí ve Stupně. Pozdější prodloužení do Radnic bylo provedeno úvraťově (vlaky musí ve Stupně obracet). Roku 1895 byla trať zestátněna.
Při výstavbě III. tranzitního železničního koridoru, který míjí uzlovou stanici Chrást u Plzně, byl úsek hlavní trati mezi Chrástem a Plzní opuštěn a je v plánu jeho přestavba na cyklostezku. Úsek mezi Chrástem a Ejpovicemi byl provozně připojen k trati 176, s možností přestupu na hlavní trať v nově vybudované stanici v Ejpovicích.
Dne 16. 11. 2018 byl zprovozněn Ejpovický tunel na hlavní trati, od 17. 11. není úsek Chrást u Plzně – Plzeň-Doubravka v provozu. V úseku Ejpovice – Chrást u Plzně byla ponechána jedna traťová kolej a bylo odstraněno trakční vedení.
Od jízdního řádu 2018/2019 byla zastávka Dýšina přejmenována na Dýšina-Horomyslice a bylo naplánováno zřízení nové zastávky blíže Dýšině (k čemuž došlo v roce 2024), přičemž na původní se již nemělo zastavovat.
V průběhu roku 2019 došlo k vytrhání a menší „přestavbě“ některých kolejí ve stanici Chrást u Plzně. Současně s tím byla přesunuta zastávka Chrást u Plzně obec, a to ze směru od Ejpovic před přejezd, který byl upraven na jednokolejný.
Poblíž Chrástu přechází trať údolí Klabavy ocelovým mostem o třech polích.

## Navazující tratě

### Ejpovice
- Trať 170 Beroun – Rokycany – Ejpovice – Plzeň (– Klatovy)

### Chrást u Plzně
- Bývalá hlavní trať do Plzně

## Stanice a zastávky

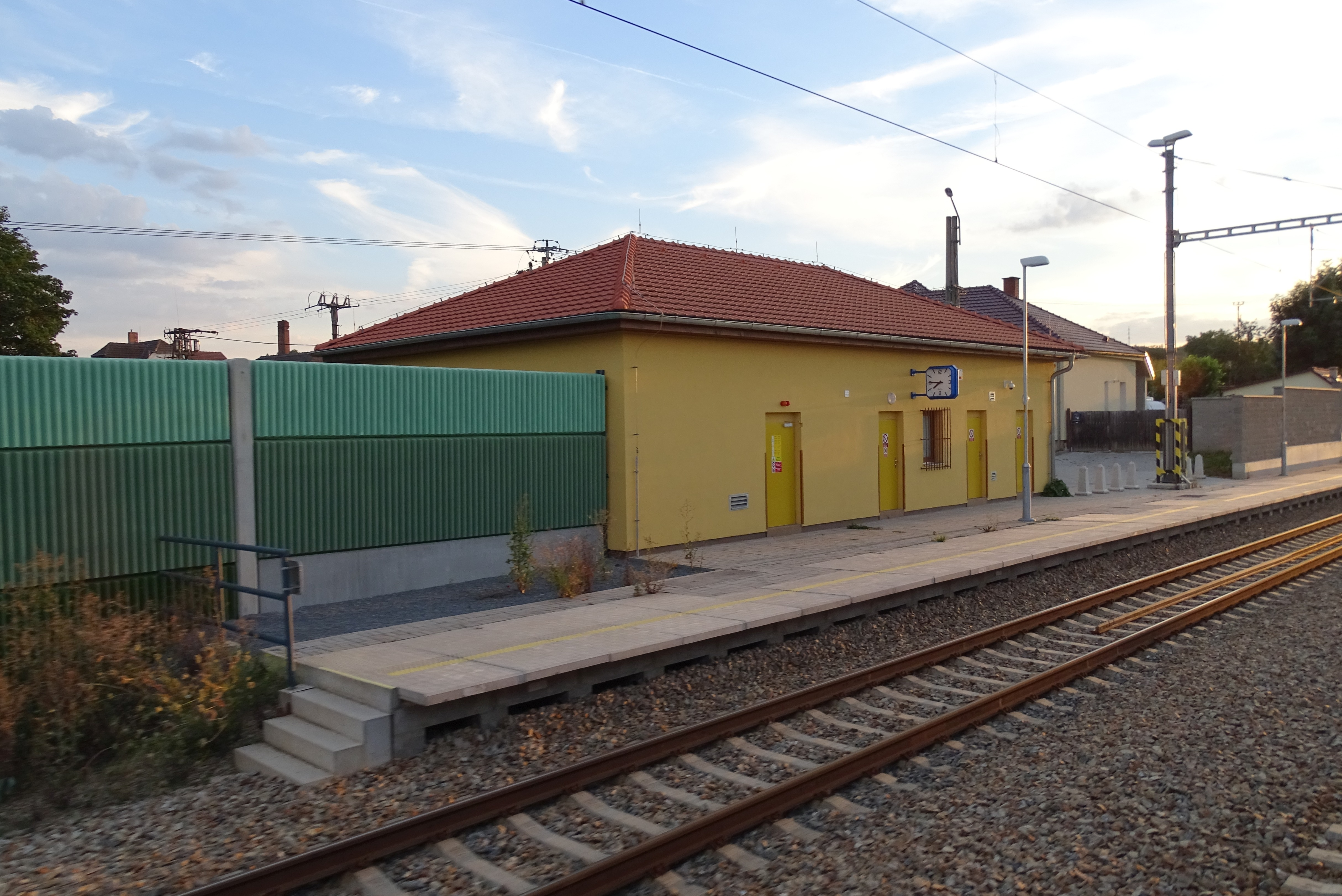
stanice Ejpovice
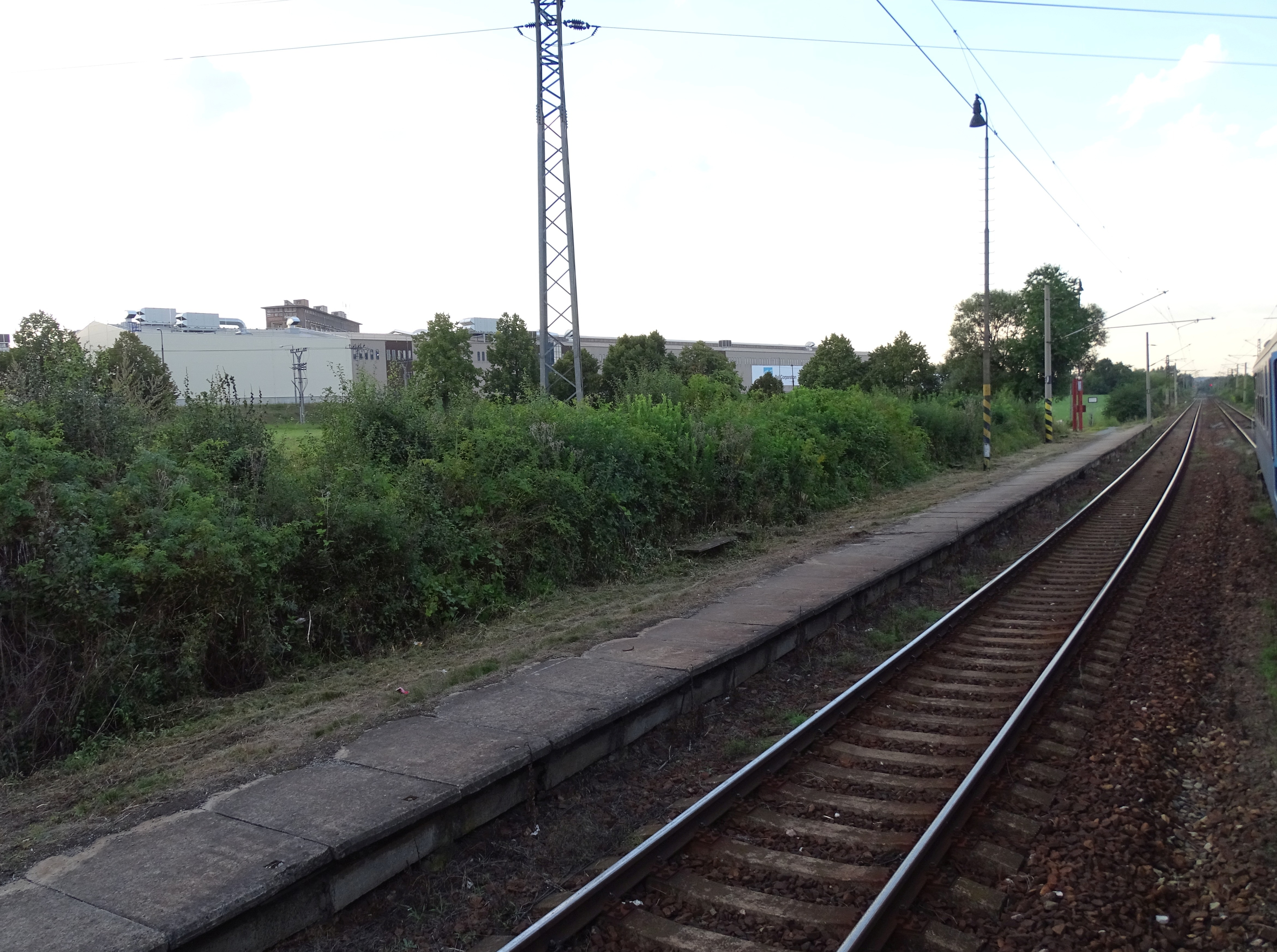
zastávka Dýšina-Horomyslice
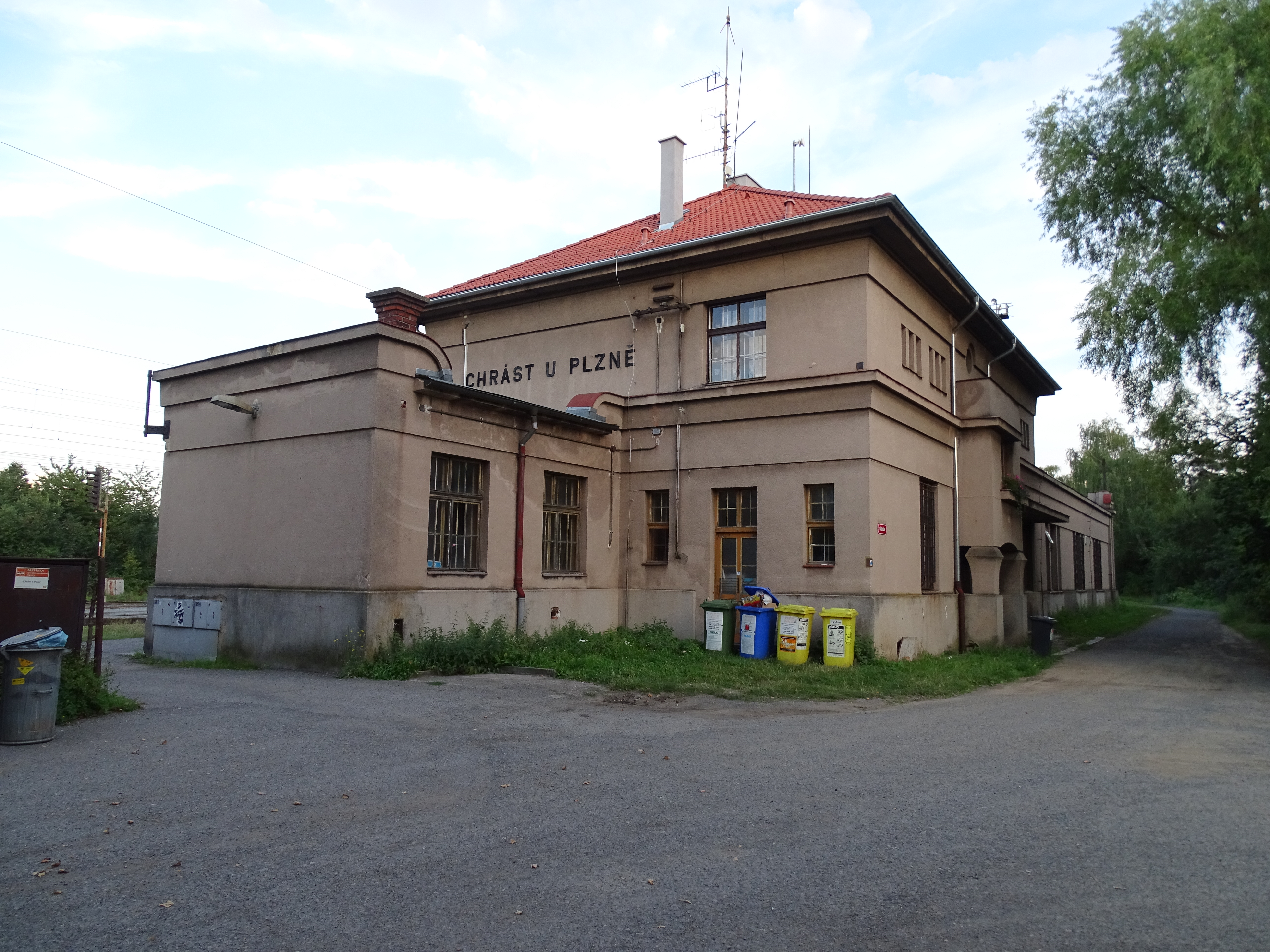
dopravna Chrást u Plzně
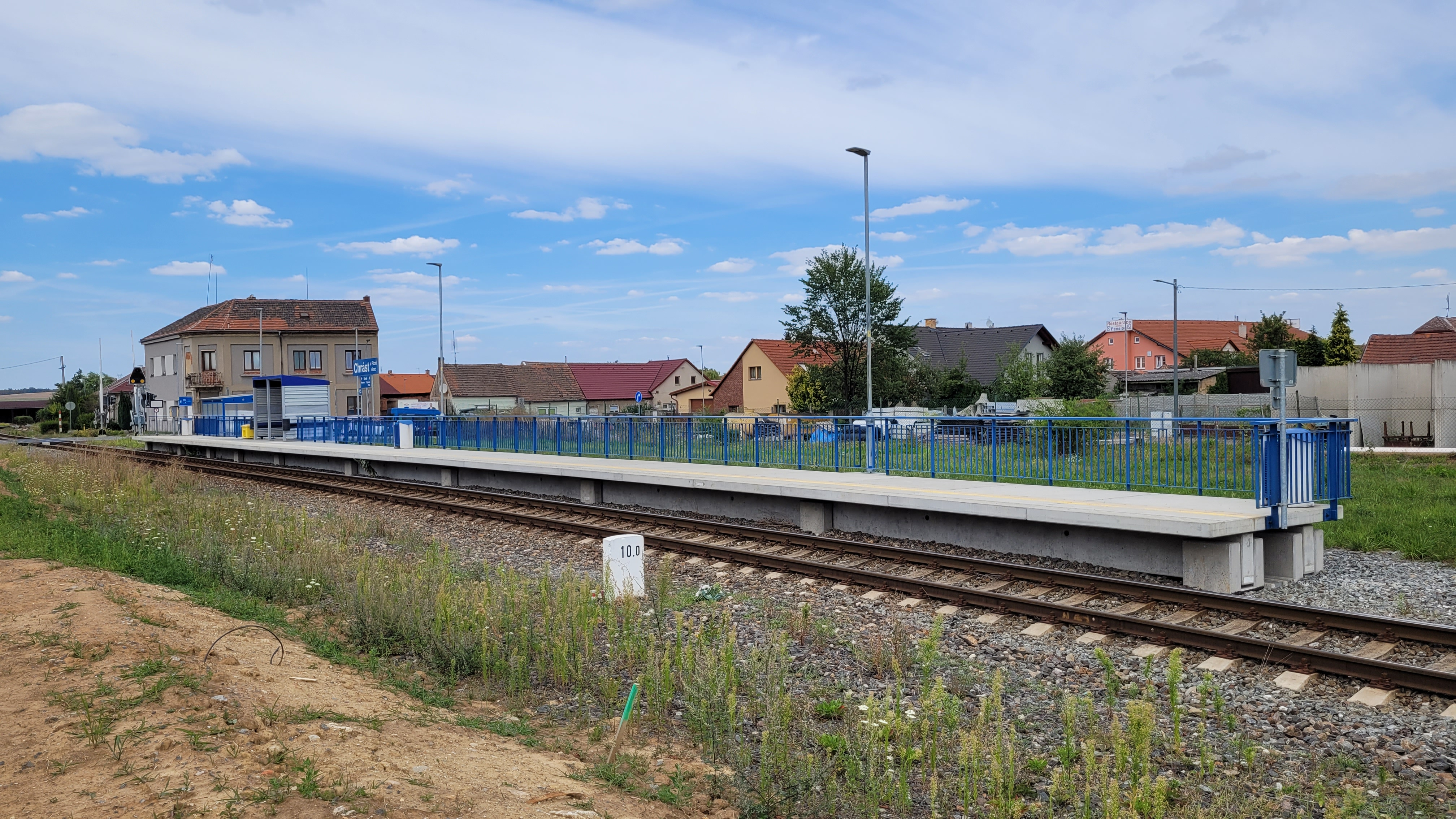
zastávka Chrást u Plzně obec
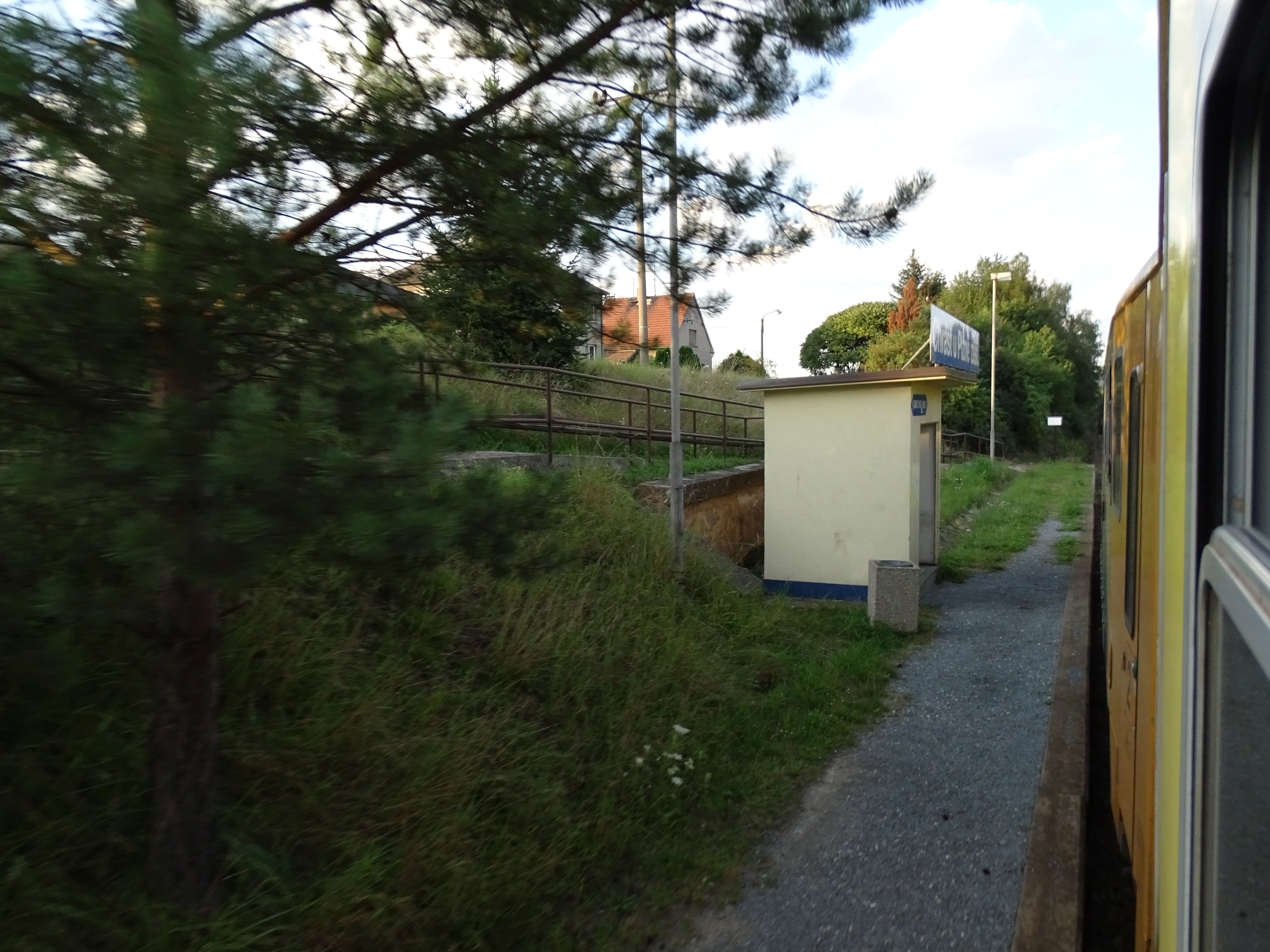
zastávka Chrást u Plzně zastávka
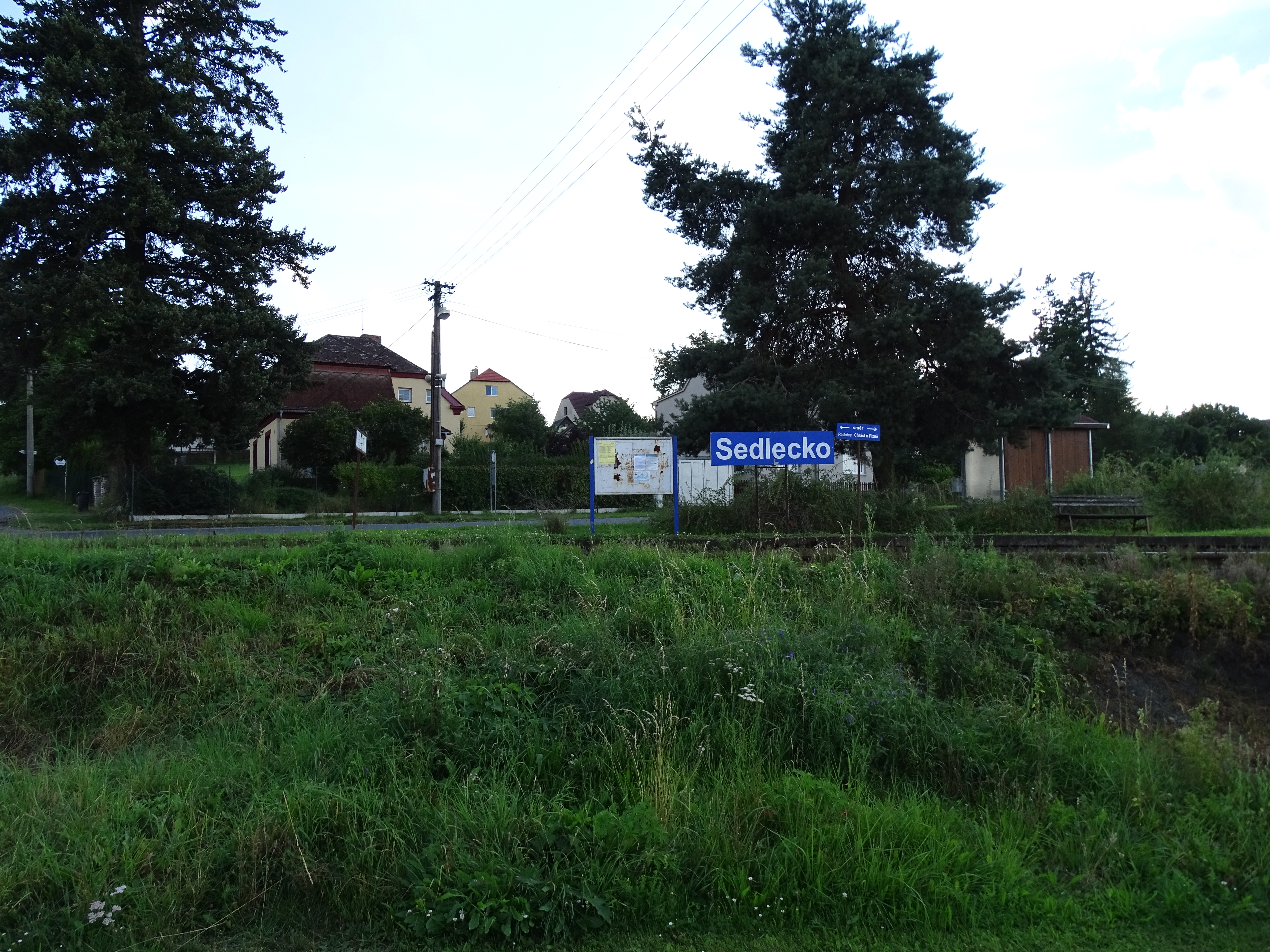
zastávka Sedlecko
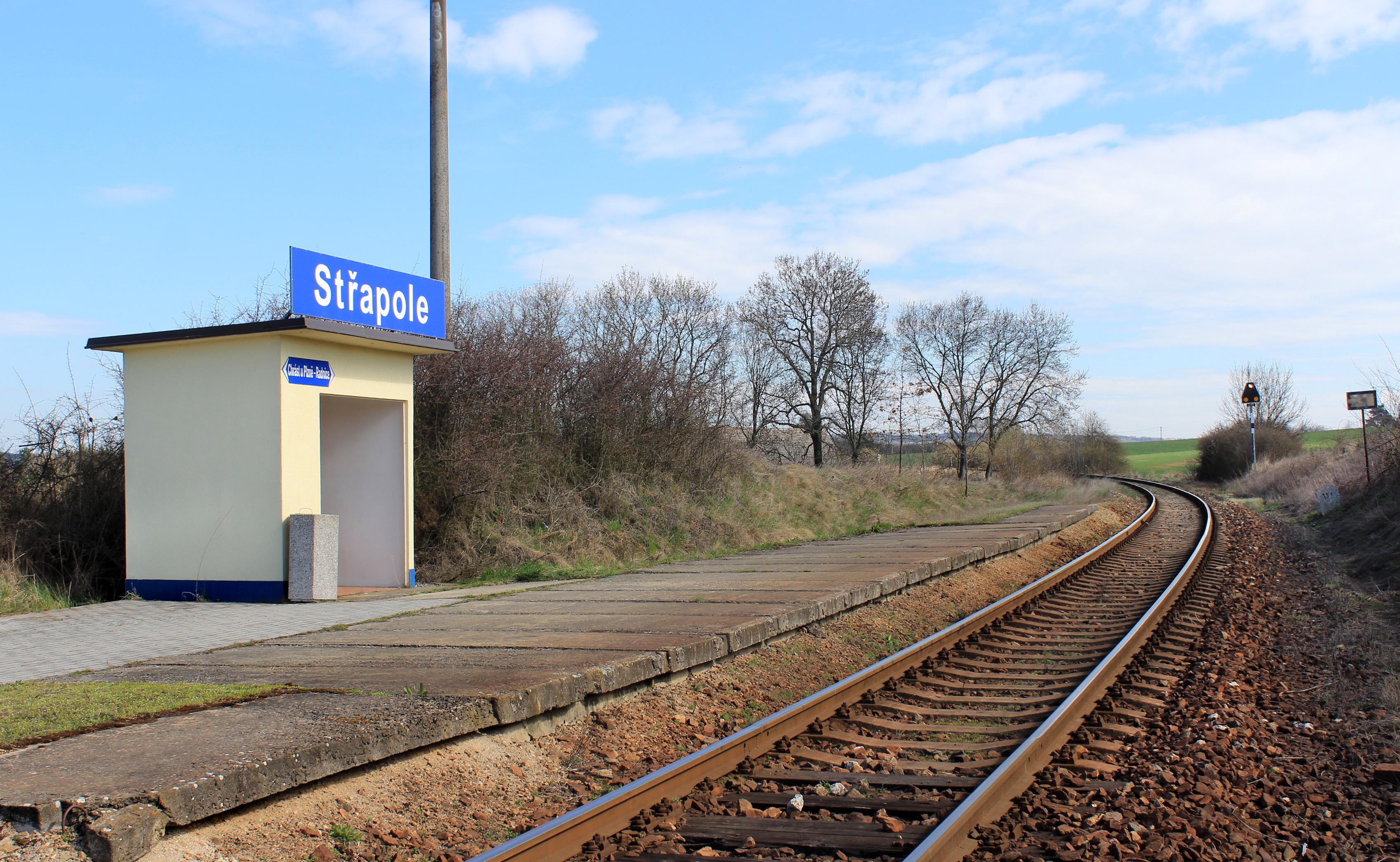
zastávka Střapole
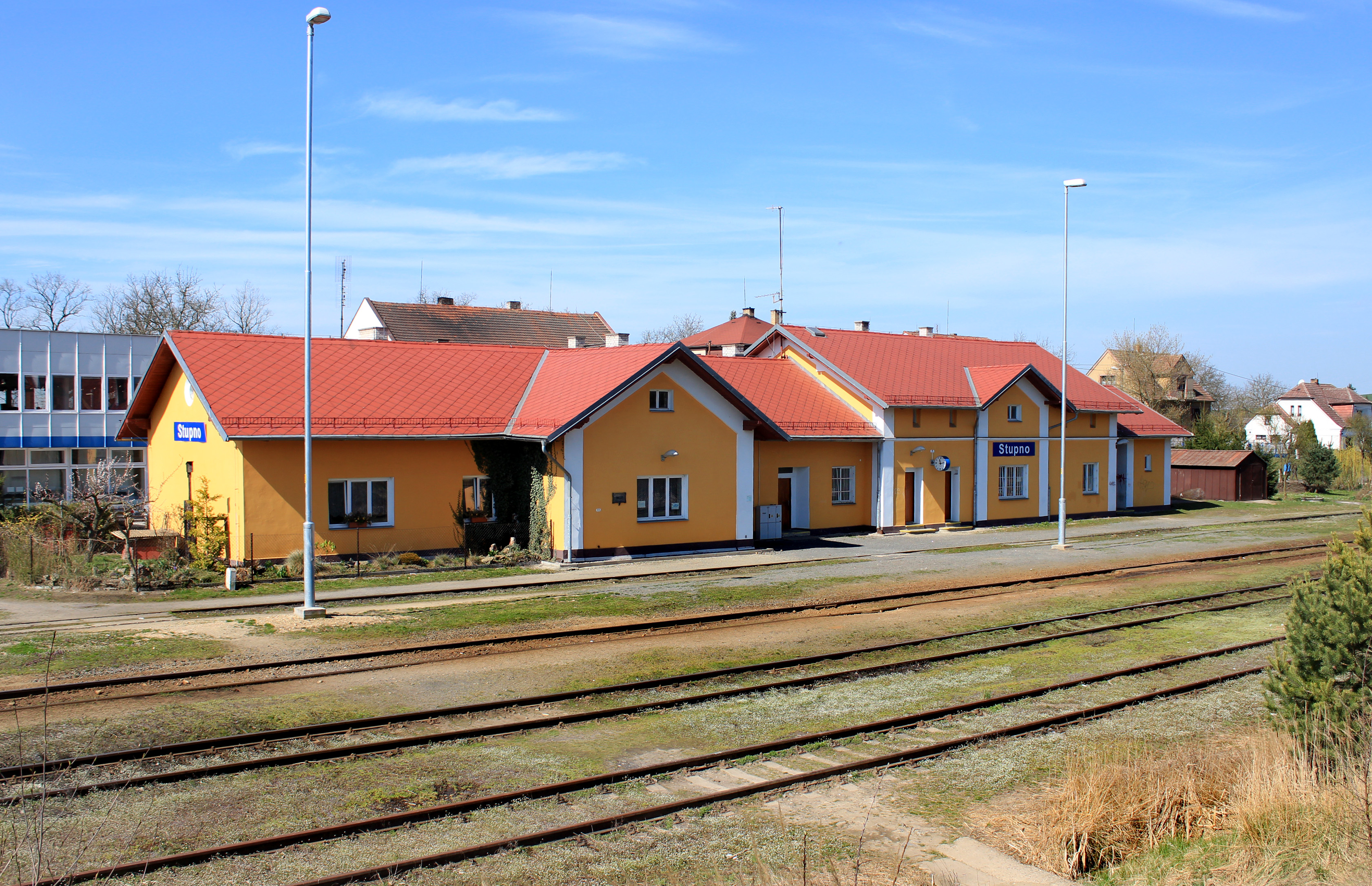
dopravna Stupno
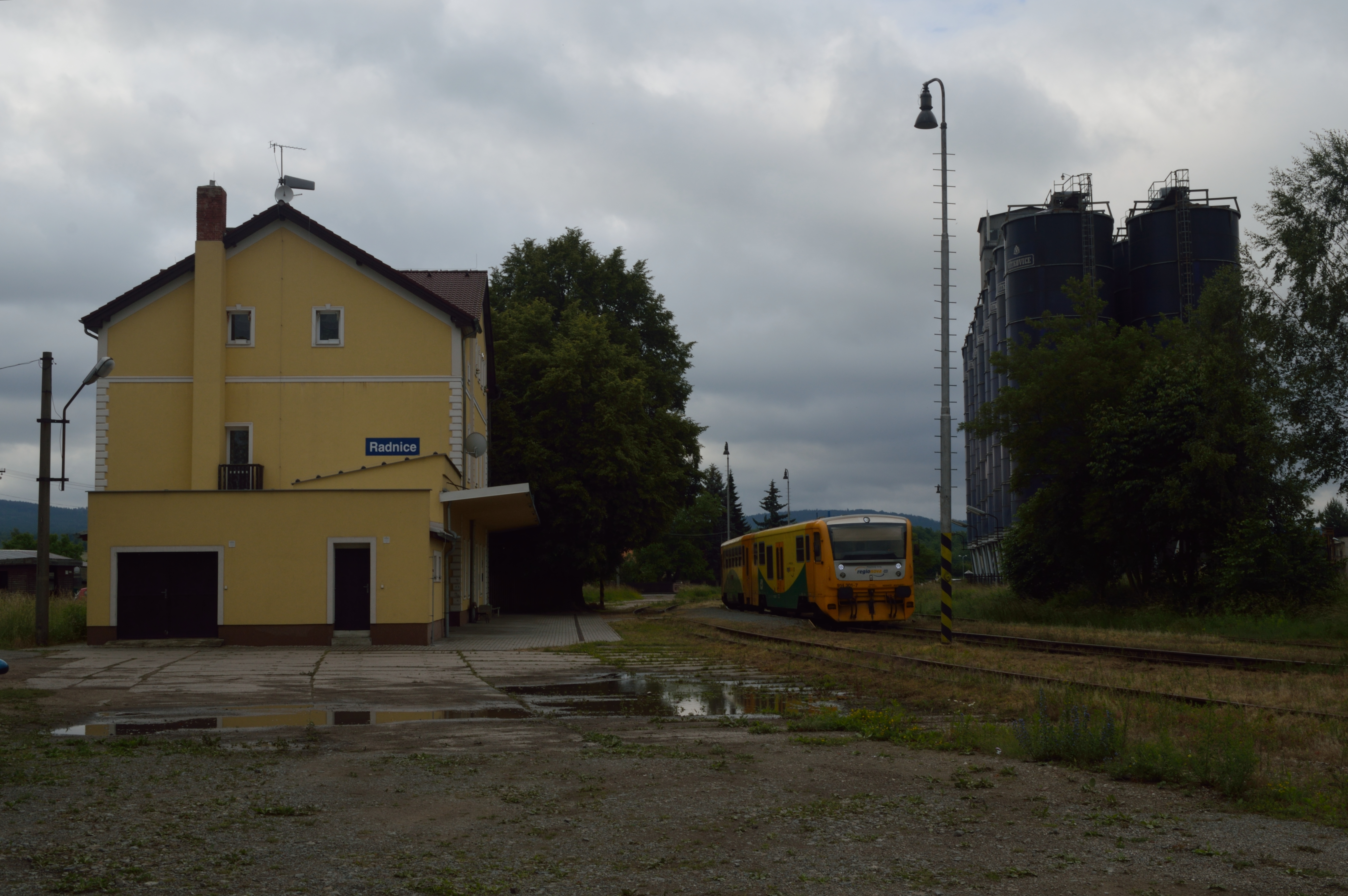
dopravna Radnice